# Селерсвил (Пенсилванија)
Селерсвил (енгл. Sellersville) град је у америчкој савезној држави Пенсилванија.

## Демографија
По попису из 2010. године број становника је 4.249, што је 315 (-6,9%) становника мање него 2000. године.
| Група             | 2000.         | 2010.         |
| Белци             | 4.388 (96,1%) | 3.891 (91,6%) |
| Афроамериканци    | 26 (0,6%)     | 78 (1,8%)     |
| Азијати           | 16 (0,4%)     | 43 (1,0%)     |
| Хиспаноамериканци | 91 (2,0%)     | 144 (3,4%)    |
| Укупно            | 4.564         | 4.249         |